# Chiesa di Santa Croce a Montecitorio
La chiesa di Santa Croce a Montecitorio era una chiesa conventuale di Roma che si trovava al numero 30 della via degli Uffici del Vicario, nel rione Colonna, di fronte all'angolo sud-ovest dell'odierna Camera dei deputati dell'Italia. Era dedicata alla Vera Croce.

## Storia
Il convento fu fondato nel 1300 dalle monache del terzo ordine di San Francesco e in origine sorgeva vicino alla colonna Antonina. Nel secolo successivo fu considerato piccolo e accanto venne innalzato un secondo convento. Nella mappa di Leonardo Bufalini (1551), i due conventi sembrano formare un unico complesso con una piccola chiesa a tre campate con una navata, una piccola abside e un campanile. In seguito, tuttavia, il convento fu diviso e il sito originale divenne un convento di clarisse di clausura, noto come "convento della Immacolata Concezione verso la Colonna Aureliana", mentre coloro che rimasero terziare si trasferirono nel convento della Santa Croce verso Campo Marzio, chiamato così per una reliquia della Vera Croce ivi custodita. Secondo le fonti, fu in questo monastero che venne educata la nobildonna romana Beatrice Cenci.
I due monasteri erano noti dai romani l'uno come "monastero delle castellane" (per le sue monache originarie di Civita Castellana) e l'altro come "monastero delle perugine" (per le monache di Perugia). Il papa Pio V fece restaurare il piccolo monastero delle perugine poco prima della sua morte (1572) e riunì nuovamente i due luoghi dando origine al monastero di Santa Croce di Montecitorio. Anche la piccola chiesa venne restaurata e all'inizio venne dedicata alla Madonna della Concezione, e in seguito alla Santa Croce. Nel 1671, le suore furono trasferite presso la chiesa di San Bernardino da Siena ai Monti, dove portarono un dipinto di Giovanni Baglione che raffigurava Santa Chiara affiancata da Sant'Antonio da Padova e Sant'Agata e un Crocifisso con San Francesco e Sant'Elena di Giovanni De Vecchi. Nel 1672, una comunità di seguaci di san Filippo Neri, le "oblate filippine", cominciò a risiedervi fino al 1695, quando il papa Innocenzo XII le trasferì in un convento nei pressi della chiesa di Santa Lucia del Gonfalone; l'edificio fu poi utilizzato per ospitare gli uffici dei cinque notari dell'Uditore di Camera della Curia Innocenziana.

## Descrizione
I resoconti affermano che la chiesa era minuscola e la mappa del Nolli (1748) non mostra nulla del luogo. Tuttavia, l'edificio che sorge oggi sul sito, l'Hotel Nazionale, ospita dei resti del convento antico, inclusi quelli della chiesa.